# Norwegischer Fußballpokal der Männer 1962
Der norwegische Fußballpokal 1962 (kurz auch NM-Cup 1962 genannt) war die 57. Austragung des Fußballpokalwettbewerbs der Männer. Pokalsieger wurde der FK Gjøvik Lyn. Das Team setzte sich im Finale gegen den SK Vard Haugesund durch. Durch den Sieg qualifizierte sich Gjøvik Lyn für die Vorrunde im Europapokal der Pokalsieger 1963/64.

## 1. Runde
| Datum      |                   | Ergebnis |                     |
| ---------- | ----------------- | -------- | ------------------- |
| 06.06.1962 | IL Spartacus Oslo | 0:4      | SFK Lyn Oslo        |
| 07.06.1962 | Herkules IF       | 1:4      | Odds BK             |
|            | IL Varegg         | 2:4      | Brann Bergen        |
| 08.06.1962 | Verdal IL         | 1:2      | Rosenborg Trondheim |

- 60 weitere Spiele liegen nicht vor

## 2. Runde
| Datum      |              | Ergebnis |                     |
| ---------- | ------------ | -------- | ------------------- |
| 19.06.1962 | SK Falken    | 0:1      | Rosenborg Trondheim |
| 27.06.1962 | SFK Lyn Oslo | 7:0      | Geithus IL          |
|            | Odds BK      | 2:0      | Drammens BK         |
|            | Brann Bergen | 6:0      | Arna TIL            |

- 28 weitere Spiele liegen nicht vor

## 3. Runde
| Datum      |                     | Ergebnis  |                   |
| ---------- | ------------------- | --------- | ----------------- |
| 12.08.1962 | Sarpsborg FK        | 3:1       | FK Ørn            |
|            | Lisleby FK          | 4:1       | Fram Larvik       |
|            | Østsiden IL         | 3:1       | Odds BK           |
|            | Vålerenga Oslo      | 2:1       | SK Rapid Moss     |
|            | Lillestrøm SK       | 4:3       | Greåker IF        |
|            | FK Gjøvik Lyn       | 6:1       | Langevåg IL       |
|            | Raufoss IL          | 1:3       | SFK Lyn Oslo      |
|            | SBK Drafn           | 2:1       | Skeid Oslo        |
|            | Eik IF              | 1:0       | Stavanger IF      |
|            | IF Pors             | 2:5       | Fredrikstad FK    |
|            | SK Ulf              | 0:1       | Brann Bergen      |
|            | Viking Stavanger    | 2:2 n. V. | Bryne FK          |
|            | SK Djerv            | 0:6       | SK Vard Haugesund |
|            | Aalesunds FK        | 1:0       | Nidelv IL         |
|            | Rosenborg Trondheim | 4:0       | IL Braatt         |
|            | Steinkjer FK        | 3:0       | Brumunddal IL     |

### Wiederholungsspiel
| Datum      |          | Ergebnis |                  |
| ---------- | -------- | -------- | ---------------- |
| 15.08.1962 | Bryne FK | 2:1      | Viking Stavanger |

## 4. Runde
| Datum      |                   | Ergebnis  |                     |
| ---------- | ----------------- | --------- | ------------------- |
| 01.09.1962 | Brann Bergen      | 0:0 n. V. | Aalesunds FK        |
| 02.09.1962 | Fredrikstad FK    | 4:2       | Lillestrøm SK       |
|            | SFK Lyn Oslo      | 1:2       | Østsiden IL         |
|            | SBK Drafn         | 2:3 n. V. | Rosenborg Trondheim |
|            | FK Gjøvik Lyn     | 6:1       | Lisleby FK          |
|            | Bryne FK          | 2:3 n. V. | Vålerenga Oslo      |
|            | SK Vard Haugesund | 1:0       | Eik IF              |
|            | Steinkjer FK      | 1:1 n. V. | Sarpsborg FK        |

### Wiederholungsspiele
| Datum      |              | Ergebnis |              |
| ---------- | ------------ | -------- | ------------ |
| 05.09.1962 | Aalesunds FK | 1:2      | Brann Bergen |
| 06.09.1962 | Sarpsborg FK | 2:0      | Steinkjer FK |

## Viertelfinale
| Datum      |                     | Ergebnis |                |
| ---------- | ------------------- | -------- | -------------- |
| 23.09.1962 | Vålerenga Oslo      | 2:4      | FK Gjøvik Lyn  |
|            | SK Vard Haugesund   | 2:1      | Fredrikstad FK |
|            | Rosenborg Trondheim | 2:1      | Brann Bergen   |
|            | Sarpsborg FK        | 2:1      | Østsiden IL    |

## Halbfinale
| Datum      |                     | Ergebnis  |                   |
| ---------- | ------------------- | --------- | ----------------- |
| 07.10.1962 | Rosenborg Trondheim | 2:3       | SK Vard Haugesund |
|            | FK Gjøvik Lyn       | 1:1 n. V. | Sarpsborg FK      |

### Wiederholungsspiele
| Datum      |               | Ergebnis  |               |
| ---------- | ------------- | --------- | ------------- |
| 17.10.1962 | Sarpsborg FK  | 1:1 n. V. | FK Gjøvik Lyn |
| 23.10.1962 | FK Gjøvik Lyn | 3:2 n. V. | Sarpsborg FK  |

## Finale
| FK Gjøvik Lyn                               | FK Gjøvik Lyn | SK Vard Haugesund | SK Vard Haugesund |
| ------------------------------------------- | --- | --- | ----------------- |
| FK Gjøvik Lyn                               | \| Finale \| \| 28. Oktober 1962 in Oslo (Ullevaal-Stadion) \| \| Ergebnis: 2:0 (1:0) \| \| Zuschauer: 31.157 \| \| Schiedsrichter: Georg Dragvoll \| \| Spielbericht \|     | \| Finale \| \| 28. Oktober 1962 in Oslo (Ullevaal-Stadion) \| \| Ergebnis: 2:0 (1:0) \| \| Zuschauer: 31.157 \| \| Schiedsrichter: Georg Dragvoll \| \| Spielbericht \| | SK Vard Haugesund |
| FK Gjøvik Lyn                               | Stein Morris Mellum – Rolf Hagen, Arne Amundsen – Knut Iversen, Odd Hermansen, Håkon Skattum – Einar Opstad, Kjell Kolberg, Rolf Bjørn Backe, Erik Johansen, Knut Solbrekken | | SK Vard Haugesund |
| FK Gjøvik Lyn                               | 1:0 Rolf Bjørn Backe (20.) 2:0 Rolf Bjørn Backe (62.) | | SK Vard Haugesund |
| Finale                                      | | |                   |
| 28. Oktober 1962 in Oslo (Ullevaal-Stadion) | | |                   |
| Ergebnis: 2:0 (1:0)                         | | |                   |
| Zuschauer: 31.157                           | | |                   |
| Schiedsrichter: Georg Dragvoll              | | |                   |
| Spielbericht                                | | |                   |